# Tour de Croàcia 2019
El Tour de Croàcia 2019 va ser la 13a edició del Tour de Croàcia. La cursa es va disputar entre l'1 i el 6 de setembre de 2019, amb un recorregut de 891,5 km repartits entre cinc etapes. La cursa forma part de l'UCI Europa Tour 2019 amb una categoria 2.1.
La cursa va ser guanyada pel britànic Adam Yates (Mitchelton-Scott), que s'imposà per tan sols 22 segons a l'italià Davide Villella (Team Astana). Completà el podi l'espanyol Víctor de la Parte (CCC Team).

## Equips
L'organització convidà a prendre part en la cursa a quatre equips World Tour, cinc equips continentals professionals i nou equips continentals:
| WorldTeams (4)- Bahrain-Merida - Astana - Mitchelton-Scott - CCC Team Equips continentals professionals (5)- Israel Cycling Academy - Androni Giocattoli-Sidermec - Delko-Marseille Provence - Bardiani CSF - Vital Concept-B&B Hotels Equips continentals (9)- Tirol KTM Cycling Team - Felbermayr Simplon Wels - Team Illuminate - Adria Mobil - Ljubljana Gusto Santic - Metec-TKH Continental Cyclingteam p/b Mantel - Wibatech Merx - Hrinkow Advarics Cycleang - P&S Metalltechnik |
| |

## Etapes
| Etapa    | Data     | Ciutats d'etapa          | type              | Distància (km) | Vencedor de l'etapa  | Líder de la general  |
| -------- | -------- | ------------------------ | ----------------- | -------------- | -------------------- | -------------------- |
| 1a etapa | 1 de oct | Osijek – Lipik           | etapa accidentada | 200            | Marko Kump           | Marko Kump           |
| 2a etapa | 2 de oct | Slunj – Zadar            | etapa accidentada | 183            | Eduard-Michael Grosu | Eduard-Michael Grosu |
| 3a etapa | 3 de oct | Okrug – Makarska         | etapa accidentada | 63,5           | Ievgueni Guiditx     | Ievgueni Guiditx     |
| 4a etapa | 4 de oct | Starigrad – Gorski kotar | etapa accidentada | 155            | Dušan Rajović        | Ievgueni Guiditx     |
| 5a etapa | 5 de oct | Rabac – Platak           | etapa de muntanya | 136            | Adam Yates           | Adam Yates           |
| 6a etapa | 6 de oct | Sveta Nedelja – Zagreb   | etapa plana       | 154            | Alessandro Fedeli    | Adam Yates           |

## Classificació final
| \| Classificació general \| Classificació general \| Classificació general \| Classificació general \| Classificació general \| \| Corredor \| Corredor \| Equip \| Temps \| \| \| --------------------- \| --------------------------- \| ------------------------ \| --------------------- \| --------------------- \| \| 1r \| Adam Yates \| Mitchelton-Scott \| 20h 57' 05" \| \| \| 2n \| Davide Villella \| Astana \| + 22" \| \| \| 3r \| Víctor de la Parte González \| CCC Team \| + 29" \| \| \| 4t \| Andrei Zeits \| Astana \| + 42" \| \| \| 5è \| Domen Novak \| Bahrain-Merida \| + 50" \| \| \| 6è \| Alexis Guérin \| Delko Marseille Provence \| + 1' 09" \| \| \| 7è \| Pierre Rolland \| Vital Concept-B&B Hotels \| + 1' 25" \| \| \| 8è \| Brent Bookwalter \| Mitchelton-Scott \| + 1' 42" \| \| \| 9è \| Sjoerd Bax \| Metec-TKH-Mantel \| + 1' 45" \| \| \| 10è \| Radoslav Rogina \| Adria Mobil \| + 2' 09" \| \| |                             |                          |             |
| |                             |                          |             |
| |                             |                          |             |
| Classificació general |                             |                          |             |
| Corredor | Corredor                    | Equip                    | Temps       |
| 1r | Adam Yates                  | Mitchelton-Scott         | 20h 57' 05" |
| 2n | Davide Villella             | Astana                   | + 22"       |
| 3r | Víctor de la Parte González | CCC Team                 | + 29"       |
| 4t | Andrei Zeits                | Astana                   | + 42"       |
| 5è | Domen Novak                 | Bahrain-Merida           | + 50"       |
| 6è | Alexis Guérin               | Delko Marseille Provence | + 1' 09"    |
| 7è | Pierre Rolland              | Vital Concept-B&B Hotels | + 1' 25"    |
| 8è | Brent Bookwalter            | Mitchelton-Scott         | + 1' 42"    |
| 9è | Sjoerd Bax                  | Metec-TKH-Mantel         | + 1' 45"    |
| 10è | Radoslav Rogina             | Adria Mobil              | + 2' 09"    |